# Cristóbal Domínguez de Ovelar
Cristóbal Domínguez de Ovelar fue gobernador del Paraguay desde 1733 hasta 1735. Asumió interinamente el cargo en un período inestable en la provincia, en el marco de la segunda revolución comunera.